# A prémvadászok
Jules Verne 1873-ban megjelent regénye, A prémvadászok Észak-Kanadába repíti olvasóját. A Hudson-öböl Társaság észak felé terjeszkedne, egyik tisztjük vezetésével a 70. szélességi körön túl hoznának létre új kereskedelmi állomást. A kiküldött expedícióhoz csatlakozik egy csillagász, aki az 1860-as teljes napfogyatkozást szeretné megfigyelni és két hölgy is, egy nemzetközi utazó hölgy a kisérőjével. A küldetés a kezdeti biztató jelek és sikerek ellenére hamarosan élet-halál küzdelemmé válik, a csapatnak a természet erőivel kell megküzdeniük.
A könyv először az Oktatási és Szabadidő Magazinban (Magasin d'éducation et de récréation) volt olvasható folytatásokban, 1872. szeptember 20-a és1873. december 15-e között. Könyvként 1873 november 13-án jelent meg Pierre-Jules Hetzel kiadásában.

## Tartalom
|  | Alább a cselekmény részletei következnek! |

### Első rész

#### Estély az Összekötő-erődben
Megismerkedünk a könyv szereplőinek egy részével, a főszereplő Hobson hadnaggyal, Long őrmesterrel, Joliffe káplárral és feleségével. Az estély egyik díszvendége Paulina Barnett utazó.

#### A Hudson-öböl Prémtársaság
Történelmi áttekintést kapunk a prém-vadászatról, -kereskedésről. Részletesen megismerkedünk a Hudson-öböl Szőrmeáru Társasággal (HBC). 

#### Egy megfagyott tudós felenged
Szinte jéggé fagyva az erődbe érkezik Thomas Black csillagász, a londoni greenwichi csillagvizsgálóból. 1880. július 18-án teljes napfogyatkozás lesz, ami az északi 70 szélességi körön látható. Ennek megfigyelése a csillagász célja, ezért mozgatott meg minden követ, hogy csatlakozhasson az erődből hamarosan északra induló expedícióhoz.

#### Egy kereskedelmi ügynökség
A Rabszolga-tó sarkában épült Összekötő-erőd kapcsán részletekbe menően megtudhatjuk, miként működik a HBC erődje.

#### Az Összekötő-erődtől a Vállalkozás-erődig
Hobson vezetésével elindul a 70 fokra az expedíció. A friss, hideg havon, jégen száguldanak a kutyaszánok. Joliffe káplárt elragadja a sebesség mámora, ám a kutyák hajszolása helyett az ostorával magát csapja meg.

#### Vapiti-párbaj
Az expedíció élelmiszer ellátását vadászattal is biztosítják. Egy ilyen alkalommal vapiti csordára támadnak, ám az állatok, kettő híján, elmenekülnek. A két hím agancsa összeakadt, estére vacsoraként szolgálnak.

#### A sarkkör
Az expedíció gond nélkül eléri az Északi-sarkkört. Hobson és Barnett az Északi-sark eléréséről beszélget, ám eközben hóvihar támad, kénytelenek hóba vájt üregekben meghúzódni, két napig mozdulni sem tudnak.

#### A Nagymedve-tó
Sikerre elérik a Nagy-Medve-tó partján álló Bizakodás-erődöt. Az ottani tisztekkel együtt szomorkodnak, hogy a vidrák teljesen eltűntek, vélhetően a vadászat miatt. Hobson és Barnett áthajózik a tó másik pontjára, ahol „nyúl“ indiánok tábora áll, hogy információt szerezzenek úti céljukról.

#### Vihar a tavon
Visszaúton hatalmas vihar csap le rájuk, a kis hajó, amivel utaznak, el is süllyed. A hajót vezető matróz a vízbe fullad, Hobsont és az utazónőt három eszkimó-kajakos menti ki.

#### Vissza az életbe
Pár nap múlva az expedíció tovább indul észak felé. A hadnagy a HBC korai történetének azt a részét meséli útitársainak, amely a szárazföldi Kanada (a könyvben Angol-Amerika) északi partjának eléréséhez kötődik. A csapat a Coppermine folyó völgyében halad.

#### A tengerpart mentén
További hat hét kell, hogy elérjék a tengerpartot. Mivel még mindig a 70. szélességi kör alatt vannak, ezért a part mentén indulnak tovább, a térképükre hagyatkozva. Vadban, növényben gazdag vidéken haladnak át. Váratlanul egy leégett táborhely nyomára bukkannak, ami nyugtalanságot okoz, úgy vélik, egy konkurens társaság megelőzte őket.

#### Az éjféli nap
Több öblöt is elhagynak, amikor egy ideálisnak tűnő helyet találnak. Pontosan délben a hadnagy is, a csillagász is elvégzi a szükséges mérést, és megállapítják, hogy 44 perccel túl vannak a hetvenedik fokon.

#### A Reménység-erőd
Hobson vezetésével megtervezik, Mac Nap irányításával megkezdik a Reménység-erőd építését. Először a lakhelyet, majd a védő-kerítést készítik el, ezt követi a többi szükséges épület: raktár, prém-tároló, kutyák helye…

#### Néhány kirándulás
Lassan felderítik a környéket, amelynek flórája és faunája egyaránt megerősíti, jó helyszínt választottak az erődnek.

### Tizenöt mérföldnyire a Bathurst-foktól
Az új erőd a Bathurst fokon áll, a vadászok rozmár vadászatra indulnak. Meglepve tapasztalják, hogy az ár-apály jelenség nem olyan erős, mint várták. Egy kisebb hegycsúcsra felkapaszkodva belátják a tájat, felfedezik, hogy a közelben egy vulkán is található. Ez utóbbi lehet a magyarázat a partszakasz szokatlan tagolására, valamint a nagyobb kövek hiányára.

#### Két puskalövés
Rohan az idő, lassan befejezik az erőd teljes kiépítését és a prém-raktár is egyre gazdagabb. Egy vadászaton Hobson rókát lő, ám az állatot egy másik vadász golyója is eltalálja, egy idegené. Az idegen a Saint Louis-i Prémkereskedelmi Társaság ügynöke, a két férfi szavakban összecsap. A lelőtt rókát az idegen golyója terítette le, ezért az őt illeti, ő pedig felajánlja a mindenütt ott levő Barnett asszonynak.

#### Közeledik a tél
Az ősz szépségeiről olvashatunk ebben a fejezetben. Az expedíció egy fővel bővül. megszületik Mac Nap fia.

#### A sarki éjszaka
A sarki éjszaka napjai alatt a Nap már nem látható. A csapat a rendesen megépített, kicsit bővített házban tölti napjait, bőven akad munkájuk. A társaság lelke Barnett asszony. Előkerül a szobája magányába visszahúzódó csillagász is, aki gyönyörű sarki fényt figyel meg – és majdnem megfagy.

#### A szomszédok látogatása
Csapdát ásás közben több meglepetés is éri a vadászokat. A csapda alja nem kő, hanem jég. És nem rénszarvas az első áldozat, hanem egy jegesmedve.
Egy kirándulásnak álcázott felderítésen nomád törzs táborát vélik felfedezni a távolban. Felkeresik őket, és meghívják az erődbe. Az egyik eszkimó nőről kiderül, hogy törve, de beszél angolul. Sokat nem tudnak meg a vendégektől, akiket meglep, hogy itt egy erődöt épített a Társaság. Másnap viszonozzák a látogatást.

#### Ahol megfagy a higany
Karácsony napján kitör a korábban felfedezett tűzhányó, de nem okoz semmi gondot az erőd lakóinak. Szilveszter napján a higany-hőmérő megadja magát, olyan hideg van. Ráébrednek, hogy lassan elfogy a tüzelőjük a házban. Ez nem lenne gond, mert rengeteg van felhalmozva a raktárban, ám a raktárhoz ki kell lépni a szabadba.

#### A nagy jegesmedvék
Fél tucat jegesmedve bejut az erőd udvarába, emiatt még kockázatosabb a faraktárhoz eljutni. Long őrmester vállalkozik a feladatra, de már odaúton összeesik a hidegtől, társai a bölcs előrelátásból derekára kötött kötéllel húzzák vissza. Az ajtót nem tudják becsukni, egy jegesmedve neki feszül. Barnett asszony nem veszti el a lélekjelenlétét, és szájba lövi a bekukucskáló medvét. Longot sikerül megmenteni. Elkezdik eltüzelni a berendezést.
Az egyik hajnalban arra ébrednek, hogy a medvék bejutottak a tetőtérbe. A helyzet kritikussá válik, amikor a meleg kéményeknek támaszkodva azokat összetörik. A férfiak felfegyverkezve a padlásra igyekeznek, amikor erős földrengés rázza meg a házat és a környéket, a medvék fejvesztve menekülnek.

#### Még öt hónap
A földrengés némiképp átformálja a tájat. Sikerrel átvészelik a telet, eljön a tavasz, megindul a jégzajlás. Pörögnek a hónapok. Május végétől figyelőt állítanak, várják az Összekötő-erődből érkező csapatot, aki friss élelmiszerkészletet, felszerelést hoz, és elviszi az összegyűjtött prémeket.

#### Az 1860. július 18-i napfogyatkozás
Hobsonnak rossz előérzete van, Barnett asszonnyal beszélget ezekről. Alapvetően apróságok, és mindre van magyarázat, nem áll össze egyetlen egésszé az általa észlelt jelenségek sora. A nyugtalanságát tetőzi a Craventy kapitány ígérte szállítmány elmaradása is.
Eljön Thomas Black napja. A csillagász majd halálra izgulva magát az időjárás miatt, ám szerencséje van, a megfelelő percben az ég tiszta, a Hold lassan kitakarja a Napot. De a napfogyatkozás nem teljes! A csillagász dühöng. Gyors helyzetmeghatározás után döbbenten fedezi fel, hogy az erőd három fokot „mozdult el“ észak felé!

### Második rész

#### Az úszó erőd
Hobson ráébred, hogy az erődöt egy hatalmas jégtáblára építették, amelyet a téli földrengés leválasztott a szárazföldről és most az áramlatok sodornak. Ez a magyarázata az ár-apály problémának, ezért voltak meglepve az eszkimók és ezért volt a csapda alján jég szikla helyett és végül ezért nem találhatta meg őket a Craventy kapitány küldte csapat.
Thomas Black képtelen beletörődni a napfogyatkozás elmulasztásába, felelősségre vonja Hobsont is.
Végül Hobson, Long, a csillagász, Barnett és Marbe megfogadja, hogy nem mondják el rémisztő felfedezésüket a többieknek azok nyugalma érdekében.

#### Hol vagyunk?
Megállapítják a sziget pontos helyzetét, a sziget a Viktória nevet kapja. Hobson térképek alapján úgy véli, hogy két lehetséges utat járhat be a sziget. Északnak tart az örök fagy birodalmába vagy a Bering-szoros felé, ahol dél felé tartó meleg áramlatok elolvasztják a jégtáblát.

#### A sziget útja
Hobson parancsot ad Mac Napnak, hogy készítsen egy akkora bárkát, amelyben mindannyian elférnek, mondván, jövő nyáron fel akarja deríteni a környék vizeit. A csillagász újra a magányt választja szobájába zárkózva. Hobson vezetésével elindulnak, hogy felderítsék a szigetet.

#### Éji táborozás
Az éjszakát a felderítő csapat a szabadban tölti. Hobson napközben több méréssel megállapítja, hogy a sziget alig harminc centire emelkedik ki a tengerből. Így nem meglepő, hogy amikor jégbe vájt üregben akarnak éjszakázni, az ásó Long alatt átszakad a jég, épp, hogy ki tudják húzni.

#### Július 25-től augusztus 30-ig
Látszólag megszokott életét éli az erőd körül a csapat. Áthelyezik a fáskamrát, hogy a következő telelés során ne legyen gond a tűzifa behordással.
Ám nehéz titkolni az igazságot. A vadász Marbre először rozmárra vadászna a tavaly felfedezett öbölben – de az pár száz mérfölddel odébb került. Legközelebb pedig azt panaszolja, hogy a csapda gödrökben víz áll, sós víz.
Hobson titokban újra megméri a jég vastagságát és úgy találja, hogy majd a fele elolvadt!

#### Tíz napig viharban
Hobson és Barnett együtt reménykedik abban, hogy minél hidegebb lesz, minél kevesebbet süt a nap. Vágyuk részben valóra válik, egy több napos vihar csap le a szigetre.
Hobson a tomboló szél ellenére kimegy, az egyik partszakaszon olyan növényi maradványra talál, amely nem származhat a szigetről, valahol szárazföld van a közelben!

#### Fény és kiáltás az éjszakában
A vihar még mindig tart, Long és Hobson azonban kimennek, hogy megmérjék pozíciójukat és abban bízva, hogy megpillantják a szárazföldet.
Kínkeserves küzdelmet folytatnak az elemekkel, döbbenten tapasztalják, hogy a sziget egyre több pontja kerül víz alá. Úgy vélik hallani, mintha a hullámok megtörnének egy közeli partszakaszon. Egy fénypontot is látnak felvillanni, válaszul egy fenyőt gyújtanak meg, de nem kapnak választ. Csak egy segélykiáltást hallanak a tenger felől.

#### Paulina Barnett asszony kirándul
Barnett és társalkodónője a szigeten kirándul. Előbb halálra rémülnek egy jegesmedvétől, majd rátalálnak egy eszméletlen eszkimó nőre. Kalumah az.

#### Kalumah kalandjai
Kalumah elmeséli, hogy került a Viktória szigetre. Miután tavasszal a csapatával visszatértek a Bathurst fokhoz, nem találták az erődöt. Eszkimóként arra gondolt, hogy a hatalmas jégtömb, hátán az erőddel, leszakadt. És amikor a nagy vihar épp az otthonuknál tombolt, akkor meglátta az úszó jégszigetet és kajakba szállt, és majdnem a tengerbe veszett. De ő adott fényjelt, amit Hobson látott, és az ő kiáltását hallották.

#### A kamcsatkai tengeráramlat
Kalumah feltűnése kisebb döbbenetet vált ki, de mindenki visszatér a munkájához. Az eszkimónő beilleszkedik az erőd életébe. Hobson csalódott, mert még messze a tél és a sziget olvad. Hobson akkor is csalódott, amikor a sziget a kamcsatkai, északra tartó áramlás veszi a hátára. Egyetlen öröme talán az, hogy a nagy köd miatt a be nem avatottak nem veszik észre, hogy a sziget negyed-fordulatot tett.

#### Jasper Hobson közöl valamit
A sziget sodródási iránya, ugyanakkor olvadása arra készteti Hobsont, hogy felkészítse embereit a jégen való átkelésre. Ehhez azonban be kell őket avatni az eddig eltitkolt tényekbe. Ezt meg is teszi, ám a hatás váratlanul éri. Az emberei tudták, mi történt. Csak kímélni akarták őt.

#### Próba – szerencse!
Miután a hadnagy és emberei kölcsönös nagyrabecsülésükről biztosítják egymást, elkezdenek felkészülni a jég beállta után megteendő majd ezer kilométeres útra.

#### Út a befagyott tengeren
November másodikán útnak indul az egész csapat. Ám hamar elakadnak, a feltorlódott jégtáblák közt lehetetlen előrejutni. A tervezett napi táv negyedét sem teljesítik, így pár nap után Hobson kiadja az erődhöz visszatérési parancsot.

#### A téli hónapok
Elcsüggedten és némileg reményt vesztve készülnek az újabb áttelelésre. Legfontosabb feladattá ismét a megkezdett bárka építésének befejezése vált. Mac Nap gyereke súlyos beteg, vörhenyes lesz. A szigeten rekedt jegesmedve az erőd közelében csámborog.

#### Még egy utolsó felderítő út
A sziget lassan dél felé halad, a Bering-szorosban összetorlódó jéghegyek közé szorulva. A szigetet több tíz méter magas jégfalak, jéghegyek veszik körül. Az erődöt felderítési céllal elhagyó csapat eltéved, mert iránytű alapján tájékozódnak, de közben a sziget fél fordulatot tett.

#### A jégzajlás
Jön a tavasz, az idő melegszik, a sziget dél felé halad, mindez segíti a jégolvadást, ami nem jó hír a jégtáblán élőknek. 

#### A hegyomlás
Úgy tűnik, a balszerencse-sorozat véget ért, elkészült a hajó, készülnek vízre bocsátani és átszállni, hogy szárazföldre vitorlázzanak. Ám az olvadás az egyik hatalmas, sziget fölé magasodó jéghegyet rádönti az erődre, hajóra, szétzúzva azokat. Sokan szerencsére ki tudtak menekülni, de Barnett, Madge, Kalumah és a csillagász bent rekedt a házban, amit több méteres jég törmelék fed.

#### Mindenki a mentőmunkára!
Emberi feletti munkával kezdenek neki a bennrekedtek kiszabadításának. Nincs sok remény, a faház összeroppanhatott, bármit is állít Mac Nap. Ha igaza lenne, akkor a kevés oxigén okozhat halált. De még az is lehet, hogy a tengerszint alá nyomta a jég a házat, és a négy ember megfulladt. 
Egy aknát ásnak, ez tűnik a legjobb megoldásnak. Több nap után az utolsó percben mentik meg a levegőért kapkodó, az emelkedő tengervíz elől a padlásra menekült embereket. 

#### ABering-tenger
Az olvadó jégsziget gyorsan halad a Bering-áramlattal dél felé. Hobson abban reménykedik, hogy a tengerszoros vagy az azt követő rész valamelyik szigetéhez sodorja őket az áramlat.

#### A nyílt tengeren!
Lassan egyetlen kérdés az, ami meghatározza a sziget-lakók gondolatát, földet érnek-e azelőtt, hogy a sziget elolvad és alámerül? És a jégtáblájuk halad délnek, gondosan elkerülve minden szigetet. És olvad.

#### Ahol szigetecske lesz a szigetből
Leválik a jégszigetet körülvevő utolsó magasra torlódott jéghegy is, a szél eddig ebbe kapaszkodott, a sziget haladása lelassul, de nem az olvadása. A hajó és erőd maradékából menhelyet és egy tutajt ácsolnak.

#### A következő négy nap
Az olvadás miatt elvesztik a jégsziget 85 százalékát. Az itt rekedt állatok mind az erőd közelébe húzódnak, beleértve az egyetlen jegesmedvét is, amely teljesen ártalmatlanná vált.
Egy bálnavadász hajó tűnik fel a láthatáron, de nem veszi észre a szigetet. Hobson nem enged jelzőtüzet gyújtani, mert az alattuk levő jég már alig bírja meg az embereket.

#### A jégtáblán
A sziget alig 30x45 méteressé zsugorodott, a sziget jelző is túlzás már. Szélcsend. A katonákon kétségbeesés lesz úrrá, az egyikük, Kellet, a vízbe akarja ölni magát. Nem hagyják.
A jégtáblát afféle hajónak tekintve kifeszítenek minden ponyvát, hogy a víz mellett a szél is hajtsa őket. Viszont a gyorsabb haladás gyorsabban erodálja a jégtáblát. Megszavazzák, hogy ennek ellenére is haladjanak.
Hajnalra szinte elfogy a jégtábla, mindenki kétségbe esve. Ekkor a regény első könyve óta szótlan Black kiadja a parancsot, minden embert a szivattyúhoz rendel. A szivattyút azért vitték magukkal, hogy télen legyen szellőztetése az erődnek. Most a szivattyúhoz kötött légtartályból kiáramló hideg levegőt a jégre irányítva újra-fagyasztják, megerősítik.
És végül partra sodródnak. Elsőként a jegesmedve lép le, az utolsó háromszáz métert úszva teszi meg.

#### Zárószó
Blejinicnél érnek partot, ez az Aleut-szigetek széle. Halászok találnak rájuk, megmentik őket, hat nap múlva már Orosz-Amerika fővárosában, Új-Archangelszkben találjuk őket. Mindenki boldog és meg a maga útjára.
|  | Itt a vége a cselekmény részletezésének! |

## Szereplők
- Jasper Hobson hadnagy (40), kis sovány ember
- Long őrmester (50)
- Joliffe káplár,  mindenhez értő, hebrencs, papucs
- Petersen, közlegény, ács
- Belcher, közlegény, ács
- Raë, közlegény, ács, kovács,
- Marbre, közlegény, vadász
- Garry, közlegény, ács
- Pond, közlegény, ács
- Mac Nap, közlegény, skót, Striling, épület- és hajóács
- Sabine, közlegény, vadász
- Hope, közlegény, ács
- Kellet, közlegény, ács
- Joliffe felesége
- Mac Nap felesége
- Mac Nap gyereke
- Paulina Barnett, a brit Királyi Földrajzi Társaság által is elismert utazónő,
- Madge, a szolgája, öt évvel idősebb Barnettnél
- Kalumah, eszkimó
- Thomas Black, a londoni greenwichi csillagvizsgáló csillagásza
- Craventy kapitány - az Összekötő erőd parancsnoka
- Felton altiszt, Bizakodás-erőd
- Normann matróz, Bizakodás-erőd
- idegen a Saint Louis-i Prémkereskedelmi Társaság ügynöke

## Érdekességek
- Verne az első könyv második fejezetében ezt írja: „Valószínű, hogy Oroszország nemsokára átengedi amerikai országrészeit az Egyesült Államoknak.“ Alaszkát 7,2 millió dollárnyi aranyért vette meg az Egyesült Államok Oroszországtól 1867. június 20-án, 1873-könyv kiadása előtt hat évvel. Verne a könyvbeli dátumhoz 1860-61 igazítja Alaszka tulajdoni helyzetét.

- Az északi területek híres felfedezői közt Verne felemlíti Hatteras kapitányt is, akit ő talált ki és írta meg történetét a Hatteras kapitány regényében 1855-ben.

- A XXI. századi olvasó számára megdöbbentő, milyen hatékonysággal dolgozott a HBC. Az alábbi lista az 1833-as évben Európába eladott bőrök listája.

| Állat                         | darabszám |
| ----------------------------- | --------- |
| Hód                           | 1074      |
| Pergamenek és fiatal hódbőrök | 92 288    |
| Pézsmapatkány                 | 694 092   |
| Borz                          | 1069      |
| Medve                         | 7 451     |
| Hermelin                      | 491       |
| Róka                          | 9 937     |
| Hiúz                          | 14 255    |
| Nyuszt                        | 64 490    |
| Görény                        | 25 100    |
| Vidra                         | 22 303    |
| Mosómedve                     | 713       |
| Hattyú                        | 7 918     |
| Farkas                        | 8 484     |
| Rozsomák                      | 1571      |

## A földrajzi koordináták problémái
A regényt ábrázoló két földrajzi térképen a feltüntetett hosszúságok Párizs meridiánjának hosszúságai, míg a szövegben a bejelentettek Greenwichi meridiánra vonatkoznak, mint az angol felfedezők számára. A Greenwichi meridián nemzetközi elfogadására csak az 1884-es washingtoni konferencián kerül sor.
A felfedezőknek szextánsai voltak a szélességi fok meghatározására, ami kevés támpontot ad hosszúságok megállapításához. Egy időmérőre lett volna szükségük, amely képes ellenállni a szélsőséges hőmérsékleti különbségeknek, ám ilyet a történetben nem említenek.

### A regényben megadott földrajzi koordináták
Verne konzekvensen keleti hosszúságot ír nyugati hosszúság helyett. A következő felsorolásban először a Verne által megadott koordináták szerepelnek, a sor végén pedig a Google-térképre átszámított koordináták, ezeket bemásolva a keresésébe megkapjuk a történés helyszínét.
- Összekötő-erőd (start) é: (61° 41, 114°) A Fort Resulution város pozíciója ma: (61.182925, -113.725578)
- Bathurst: (É 70° 44' 37“, K 127° 36' 12“) (70.7436, -127.6033) Ez a tengerben van, nem messze a parttól.
- Napfogyatkozás napja:  (73.1222, -127.6033), a hosszúságot nem mérték újra.
- 2/8 fejezet elején a jégsziget helyzete: (É 70° 57', K 170° 30’) (70.95, -170.5)
- 2/8 fejezet végén a jégsziget helyzete: (É 77° 57’, K 177° 22’) (77.95, -177.3667)
- 2/16 fejezet a jégsziget helyzete: (É 69° 57', K 179° 33') (69.95, -179.55)
- 2/18 fejezet a jégsziget helyzete: (É 63° 37', K 168° 12', ) (63.6167, -168,2)
- 2/20 fejezet a jégsziget helyzete: (É 56° 13', K 170° 23') (56.2167, -170.3833)
- 2/21 fejezet a jégsziget helyzete: (É 54° 33', K 177° 19') (54.55, -177.3167)
- 2/24 fejezet, a partot érés helyszíne: Blejinic

## Az 1860. július 18-i napfogyatkozás helyszíne
Az 1860-as teljes napfogyatkozás megfigyelésére a Bathurst fok nem volt megfelelő, mert jóval északabbra esett a kelleténél. Verne nem jó forrást használt. A teljes napfogyatkozás megfigyelének legészakibb pontja a regény érintette területen a 60° lett volna, tehát már a regény kezdetén is északabbra voltunk, az Összekötő-erőd a 61°-on túl fekszik.
Ennek a napfogyatkozásnak a megfigyelésére valóban utazott expedíció a Labrador északkeleti partjára. Az expedíciót az amerikai csillagász, Stephen Alexander (1806-1883) a Princetoni Egyetem matematika és csillagász professzora vezette. Az utat Benjamin Franklin leszármazottja, Alexander Dallas Bache (1806–1867), az Egyesült Államok partjainak felmérését irányító főfelügyelő szervezte és támogatta. A megfigyelésre a mai Aulatsivik északi szigetén került sor. A New York-ból a tengeren utazók jó néhány vernei kalandot – tengerész elvesztése, navigáció a ködben, a jéghegyek közé szorulás, zátonyra futás – érték el a mérés helyszínét.

## Egyszerű számolási hiba
„- Nos hát akkor, Black úr - folytatta Paulina Barnett asszony -, ha ön elszalasztja az 1860. július 18-i napfogyatkozást, vigasztalódhat majd az 1861. december 31-ivel! Nagy dolog is az a tizenhét hónap!
- Dehogyis vigasztalódhatom én tizenhét hónap múlva, asszonyom - válaszolta gyászos hangon a csillagász -, huszonhat évig kell nekem várnom erre!
- Ugyan miért?
- Azért, mert mindezen felsorolt napfogyatkozások közül csupán egy, az 1896. augusztus 9-i lesz teljesen látható a magas északi szélességeken fekvő területeken, mint amilyen pl. a Lappföld, Szibéria vagy Grönland.“
Csakhogy 1896 még 36 évre van és nem 26-ra.
Még érdekesebb, hogy Verne a regény végén újra elköveti a napfogyatkozással kapcsolatos számítási hibát:
„- Úgy van, majd viszontlátjuk egymást... huszonhat év múlva! - mondta a legmélyebb meggyőződés hangján [Thomas Black]. - Barátaim, én alaposan elpuskáztam ezt az 1860-as napfogyatkozást, de nem szalajtom majd el azt, amely ugyanilyen körülmények között, ugyanazon a helyen megy végbe, 1886-ban. Huszonhat év múlva önnek is, kedves asszonyom, és önnek is, hadnagy úr, ismét találkát adok, a Jeges-tenger határán!…“
A számítás jó, csak a napfogyatkozás nem 1886-ban, hanem 1896-ban lesz. A két hiba a francia nyelven elérhető könyvben is szerepel, nem fordítási hiba.

## Hőmérséklet váltási hibák
Verne a Farenheitben megadott hőmérsékletet mindig átszámolja Celsius fokra. Ám negyvennégy alkalomból csak nyolc váltás helyes, a többi nem. Átlagosan 2,2 Celsius fokkal számolja el az átváltást, a legnagyobb tévedése 17,8 fok.

## Hudson-öböl Szőrmeáru Társaság[7]
Az angolok Észak-Amerikában létrehozott legészakibb kereskedőtársulata az 1670-ban létrejött, és máig működő, Hudson-öböl Társaság (Hudson’s Bay Company) volt, mely a mai Kanada területén tevékenykedett. A társaság kereskedelmi jogot kapott minden olyan területre, melynek folyói a Hudson-öbölbe torkollnak, ez 3,9 millió négyzetkilométert jelent. Ebben a térségben főleg a prémkereskedelem volt a meghatározó, továbbá a területet a franciák is meg akarták szerezni, ám a spanyol örökösödési háborút (1701–1714) lezáró egyik béke, az 1713-as utrechti béke, Nagy-Britannia kezén hagyta a régiót.
Létrehozását követően közel kétszáz évig a HBC gyakorlatilag önálló államként működött és kezelte a megszerzett földterületeket. A HBC olyan település magvakat hozott létre, mint a regényben is szereplő erődök. Bár ezek katonai védelmi célt is szolgáltak, legfőbb feladatuk a vadászokkal és bennszülöttekkel folytatott kereskedelem lebonyolítása volt. Szőrméért és más, Európában értékesíthető termékért cserébe fegyvert, puskaport, golyót, fém eszközöket adtak. Az erődök posta-pontként is szolgáltak. 
1821-ben más társaságokkal egyesülve a HSC az északon a tengerig, nyugaton az Atlanti-óceánig terjesztette ki működési területét, ez utóbbi lenyúlt egészen észak Kaliforniáig. 
Az erőviszonyok megváltozása arra kényszerítette a folyamatosan teret veszítő HBC-t, hogy 1869-ben szinte minden földjétől megváljon. Az angol Rupert-föld törvény (1868) értelmében a társaság első területeitől vált meg, azt visszaadta Angliának, amely azokat a kanadai domíniumnak adta. Majd ugyanebben az évben  a Deed of Surrender néven ismertté vált megállapodásban visszaadja Angliának az általa irányított maradék területek javát. 
A 19. század közepére a vállalat olyan kereskedelmi vállalkozássá fejlődött, amely nagyon sokféle terméket értékesít a szőrméktől a háztartási cikkekig, Kanada számos kiskereskedelmi üzletében. Ezek az üzletek voltak az első lépés a jelenleg a társaság tulajdonában lévő áruházak felé, amely a 20. században hatalmas, szinte minden területre kiterjedő kereskedelmi láncokká fejlődtek.
A társaság európai tevékenységeinek nagy részét 2019 augusztusáig értékesítette, fennmaradó üzleteit Hollandiában pedig 2019 végére bezárták. A HBC átalakult tőke-befektető csoporttá, a cég székhelye jelenleg Bramptonban, Ontarioban található.
A cég beceneve Öböl, The Bay, La Baie.

## Magyar kiadások
- Franklin-Társulat, 1899, 384 oldal, fordította: Gaál Mózes :: A bundák hazája címmel jelent meg[8]
- Franklin-Társulat, Budapest, 1910, 386 oldal,fordította: Gaál Mózes :: A bundák hazája címmel jelent meg[8]
- Szépirodalmi, Budapest, 1963, 586 oldal, fordította: Pap Gábor, illusztrálta: Csergezán Pál[9]
- Szlovákiai Szépirodalmi, Budapest, 1963, fordította: Pap Gábor[9]
- Móra, Budapest, 1964, 360 oldal, fordította: György Ferenc, illusztrálta: Férat, De Beaurepaire[9]
- Móra, Budapest, 1978, 418 oldal, ISBN 963111192X, fordította: György Ferenc, illusztrálta: Orosz István, 3 további kiadás[9]
- Móra, Budapest, 1981, 418 oldal, ISBN 9631129497, fordította: György Ferenc, illusztrálta: Orosz István[9]
- Unikornis, Budapest, 2001, 434 oldal[9]